# Сан-Лоренцо (Верона)
Сан-Лоренцо (итал. Chiesa di San Lorenzo) — католическая церковь в городе Верона (Италия). Посвящена святому Лаврентию Римскому.
Основана в VIII веке за городской чертой, в настоящее время находится в центральной части города на Корсо-Кавур рядом с Порта-Борсари. Церковь неоднократно перестраивалась: в XV веке к ней пристроили колокольню, позднее ренессансный боковой портик. Несмотря на это церковь является ценным образцом романского стиля с рядом элементов норманнского и византийского зодчества. Среди них — матронеум, галереи, предназначенные для женщин. Расположены на верхних ярусах боковых нефов, на них ведут винтовые лестницы, встроенные в круглые башни, выделяющиеся на фасаде церкви (выполнен из чередующихся полос камня и кирпича).
Интерьер храма является результатом реставрации 1887–1898 гг. Церковь трёхнефная, свет поступает через небольшие окна высокого центрального нефа. Из произведений искусства выделяются: «Дева Мария со святым Лаврентием, Иоанном Крестителем и Августином Блаженным» (Доменико Брузасорчи, 1562 год), надгробия семейства Ногарола и Романны Тривелла.

## Архитектура
Церковь Сан-Лоренцо — это трехнефная базилика с трансептом. Центральный неф в два раза шире боковых. Каждый неф завершается полукруглой апсидой. Трансепт двухнефный. Над средокрестием когда-то, вероятно, был или планировался купол — остатки тромпов или парусов до сих по видны под перекрытием. Над боковыми нефами и нартексом находятся галереи. С запада, по оси боковых нефов к зданию примыкают две круглые башни с винтовыми лестницами ведущими на галереи. Южная башня несколько крупнее, около 5 м в диаметре. Перекрытие главного нефа — деревянное, боковых — крестовыми сводами. Внутреннее членение здания по традиционной ломбардской схеме: главный неф делится поперечными арками на квадратные в плане секции, каждой из которых соответствуют две пары боковых. Двухарочные аркады нефов и галерей разделены колоннами с коринфскими капителями. Некоторые капители византийского типа, часть декорирована орлами и другими мотивами. Отдельные колонны, вероятно, от других зданий. Арки аркад — возвышенные. Снаружи секции нефов выделены маленькими пятиугольными в плане конрфорсами. Подобные можно видеть в Сан-Дзено Маджоре. Характерная для Вероны кладка стен из чередующихся разных типов материала. В отличие от более традиционного сочетания каменных блоков и кирпича (Сан-Дзено Маджоре, Кафедральный собор Вероны, Palazzo della Ragione (Verona)) в кладке некоторых частей наружных стен церкви Сан-Лоренцо добавляется еще и крупная галька. Карниз орнаментирован аркатурным фризом.

## Галерея
- Центральный неф
- Ренессансный боковой портик